# Clara Cușnir-Mihailovici
Clara Cușnir-Mihailovici (n. 5 mai 1903 - d. 1987)  a fost un istoric de origine basarabeană și politician comunist român.  A fost membru al PCR de la înființare. A fost director în perioada 1951 - 1953 la Institutul de Studii Istorice și Social-Politice de pe lângă C.C. al P.C.R. (I.S.I.S.P.), care a  devenit funcțional la 26 martie 1951, sub denumirea de Institut de Istorie a Partidului care avea ca principal scop cercetarea și (re)scrierea istoriei mișcării muncitorești, socialiste (social-democrate) și comuniste din România și din lume, în conformitate cu propaganda oficială și linia politico-ideologică a P.M.R./P.C.R. Apoi, a lucrat la aceeași instituție ca director adjunct pentru munca științifică în 1953-1954. Clara Cușnir-Mihailovici a condus Muzeul de Istorie al PCR. Prin decretul nr. 157 din 4 mai 1971, cu prilejul aniversării a 50 de ani de la constituirea Partidului Comunist Român, Consiliul de Stat al Republicii Socialiste România i-a acordat istoricului  Clara Cușnir-Mihailovici Ordinul Tudor Vladimirescu clasa I. Prin decretul nr. 38 din 27 ianuarie 1979, Președintele Republicii Socialiste România i-a acordat istoricului Clara Cușnir-Mihailovici ordinul Steaua Republicii Socialiste România.